# إينيوا (هوكايدو)
مدينة إينيوا (بالإنجليزية: Eniwa)‏ هي إحدى المدن التابعة لمحافظة هوكايدو. تأسست رسميًا في 01/11/1970. ويقدر عدد سكانها بـ 68754 نسمة حسب تقدير مكتب الإحصاء الياباني لعام 2012. تبلغ مساحة إينيوا 294.87 كم2. بكثافة سكانية تبلغ 233 نسمة/كم2.

## المناخ
يظهر الجدول التالي التغييرات المناخية على مدار السنة لإينيوا:
| البيانات المناخية لـإينيوا             | البيانات المناخية لـإينيوا | البيانات المناخية لـإينيوا | البيانات المناخية لـإينيوا | البيانات المناخية لـإينيوا | البيانات المناخية لـإينيوا | البيانات المناخية لـإينيوا | البيانات المناخية لـإينيوا | البيانات المناخية لـإينيوا | البيانات المناخية لـإينيوا | البيانات المناخية لـإينيوا | البيانات المناخية لـإينيوا | البيانات المناخية لـإينيوا | البيانات المناخية لـإينيوا |
| الشهر                                  | يناير                      | فبراير                     | مارس                       | أبريل                      | مايو                       | يونيو                      | يوليو                      | أغسطس                      | سبتمبر                     | أكتوبر                     | نوفمبر                     | ديسمبر                     | المعدل السنوي              |
| -------------------------------------- | -------------------------- | -------------------------- | -------------------------- | -------------------------- | -------------------------- | -------------------------- | -------------------------- | -------------------------- | -------------------------- | -------------------------- | -------------------------- | -------------------------- | -------------------------- |
| الدرجة القصوى °م (°ف)                  | 7.6 (45.7)                 | 7.6 (45.7)                 | 14.1 (57.4)                | 23.6 (74.5)                | 27.8 (82.0)                | 30.5 (86.9)                | 32.9 (91.2)                | 34.3 (93.7)                | 31.8 (89.2)                | 24.7 (76.5)                | 20.5 (68.9)                | 14.5 (58.1)                | 34.3 (93.7)                |
| متوسط درجة الحرارة الكبرى °م (°ف)      | −1.8 (28.8)                | −1.0 (30.2)                | 2.9 (37.2)                 | 10.5 (50.9)                | 16.2 (61.2)                | 20.0 (68.0)                | 23.2 (73.8)                | 25.0 (77.0)                | 21.6 (70.9)                | 15.6 (60.1)                | 7.9 (46.2)                 | 1.1 (34.0)                 | 11.8 (53.2)                |
| المتوسط اليومي °م (°ف)                 | −6.6 (20.1)                | −5.9 (21.4)                | −1.3 (29.7)                | 5.3 (41.5)                 | 10.6 (51.1)                | 14.8 (58.6)                | 18.6 (65.5)                | 20.5 (68.9)                | 16.4 (61.5)                | 9.9 (49.8)                 | 3.3 (37.9)                 | −3.4 (25.9)                | 6.9 (44.4)                 |
| متوسط درجة الحرارة الصغرى °م (°ف)      | −13.2 (8.2)                | −12.8 (9.0)                | −6.9 (19.6)                | 0.1 (32.2)                 | 5.4 (41.7)                 | 10.6 (51.1)                | 15.2 (59.4)                | 16.9 (62.4)                | 11.1 (52.0)                | 4.1 (39.4)                 | −1.8 (28.8)                | −9.1 (15.6)                | 1.7 (35.1)                 |
| أدنى درجة حرارة °م (°ف)                | −26.8 (−16.2)              | −26.9 (−16.4)              | −21.1 (−6.0)               | −12.6 (9.3)                | −2.5 (27.5)                | 0.7 (33.3)                 | 7.0 (44.6)                 | 6.0 (42.8)                 | 0.2 (32.4)                 | −4.6 (23.7)                | −15.1 (4.8)                | −22.0 (−7.6)               | −26.9 (−16.4)              |
| الهطول مم (إنش)                        | 56.9 (2.24)                | 54.1 (2.13)                | 52.1 (2.05)                | 62.2 (2.45)                | 78.6 (3.09)                | 64.1 (2.52)                | 101.3 (3.99)               | 167.3 (6.59)               | 150.6 (5.93)               | 105.3 (4.15)               | 85.3 (3.36)                | 66.7 (2.63)                | 1٬044٫3 (41.11)            |
| متوسط تساقط الثلوج سم (إنش)            | 168 (66)                   | 159 (63)                   | 102 (40)                   | 11 (4.3)                   | 0 (0)                      | 0 (0)                      | 0 (0)                      | 0 (0)                      | 0 (0)                      | 1 (0.4)                    | 12 (4.7)                   | 124 (49)                   | 576 (227)                  |
| المصدر: وكالة الأرصاد الجوية اليابانية |                            |                            |                            |                            |                            |                            |                            |                            |                            |                            |                            |                            |                            |

## توأمة
لإينيوا (هوكايدو) اتفاقيات توأمة مع كل من:
- واكي (10 يوليو 1979 - )
- فوجيدا (26 مارس 2016 - )

## أعلام
- أتسوشي إتشيمورا